# 尤拉克卡薩山 (努尼奧瓦區)
14°11′45″S 70°33′9″W / 14.19583°S 70.55250°W
尤拉克卡薩山（Yuracjasa），是秘魯的山峰，位於該國東南部普諾大區，由梅爾加省的努尼奧瓦區負責管轄，屬於韋爾卡努塔山脈的一部分，海拔高度約5,000米。